# Spi Dauphine
 (février 2012).
La Spi Dauphine est une course de voile étudiante française. Elle a été créée en 1981 par des membres du Club Voile Dauphine, l'équipage de Paris Dauphine, par manque de place à la CCE. Elle se déroule chaque année en Méditerranée au cours du mois d'avril par l'association du même nom (association étudiante de l'Université Paris-Dauphine).

## Le déroulement
Tous les jours, après un petit-déjeuner, les concurrents quittent le port. De retour à quai, des animations sont proposées par l'organisation et chacun se retrouve à la buvette pour débriefer. Le soir, sous le chapiteau, sont diffusés les plus belles photos de la journée ainsi que le "JT", réalisés respectivement par Phinedo et Channel 9, deux associations de l'université Dauphine. Après le "JT", le chapiteau se transforme en discothèque. 
Des entreprises sont omniprésentes lors de la semaine, que ce soit par le sponsoring (pour les bateaux ou le matériel de voile) ou par l'organisation de cocktails. Le village offre un espace privilégié pour échanger entre étudiants et représentants de l'entreprise, que ce soit au salon ou à la buvette. des tentes offrent aux partenaires d'exposer leur marque 
Depuis 2017, un challenge "terre" a été mis en place. Aussi appelé Challenge Multisport ou CM, il permet aux concurrents restés à terre de participer à des compétitions sportives. Au programme: beachvolley, handball ou encore tournoi de pétanque. 

## La régate
La Spi Dauphine est affiliée à la Fédération française de voile, ligue Île-de-France.

### Les bateaux
Les bateaux admis à courir sont des voiliers monocoques adaptés à la course au large, armés pour la navigation hauturière. Jusqu'à 60 bateaux peuvent concourir.
Actuellement, la régate est monotype avec 2 modèles le Selections 37 et le First 31.7.
La jauge HN Osiris (de l'année en cours) est retenue. Celle-ci a remplacé la jauge IRC à partir de la 30e édition.

### Équipages
Chaque équipage peut être constitué de 20 personnes. Pour chaque départ, il y a au-moins 4 équipiers embarqués, et au-plus le nombre de personnes autorisées sur le bateau, sous réserve que la survie puisse embarquer tout le monde.
La Spi Dauphine peut se courir en monôme ou en binôme : 
- Les monômes sont constitués de membres d'une ou plusieurs école(s), entreprise(s) ou association(s). Pour que le nom de l'entité figure dans le nom de course, il faut que 50% (arrondi à l'unité inférieure) au moins des équipiers appartiennent à cette même école ou entreprise.
- Les binômes sont constitués de deux monômes (un bateau école et un bateau entreprise) désirant s'associer pour le classement général par binôme.

### Les manches
Deux types de manches (environ 8 par Spi Dauphine) sont courus lors de la semaine :
- Des parcours construits de type "banane" (ligne de départ face au vent - bouée au vent - bouée de dégagement)
- Un parcours côtier reliant les deux ports qui accueillent la régate.

### Le classement
Les bateaux sont classés selon trois classements : 
- Classement général individuel (ou monôme)
- Classement général par binôme
- Classement monotype

## Historique
- 1981 : L'histoire raconte que n'ayant pu s'inscrire, faute de places, à la Course Croisière EDHEC, le Club Voile Dauphine décida de mettre sur pied sa propre course de voile. Parmi eux, une certaine Catherine Chabaud (première femme à avoir fait le tour du monde à la voile).

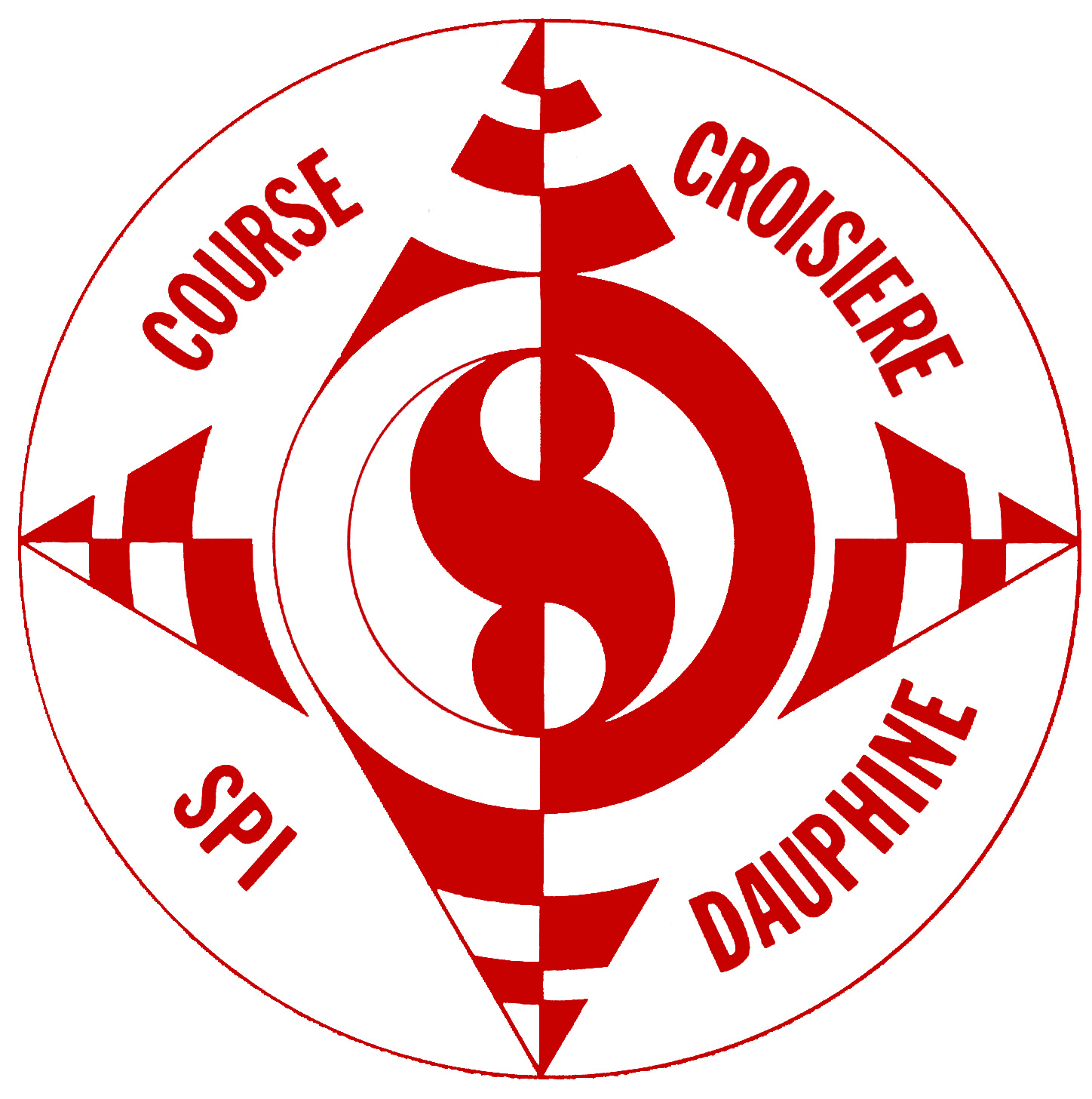
Le premier logo
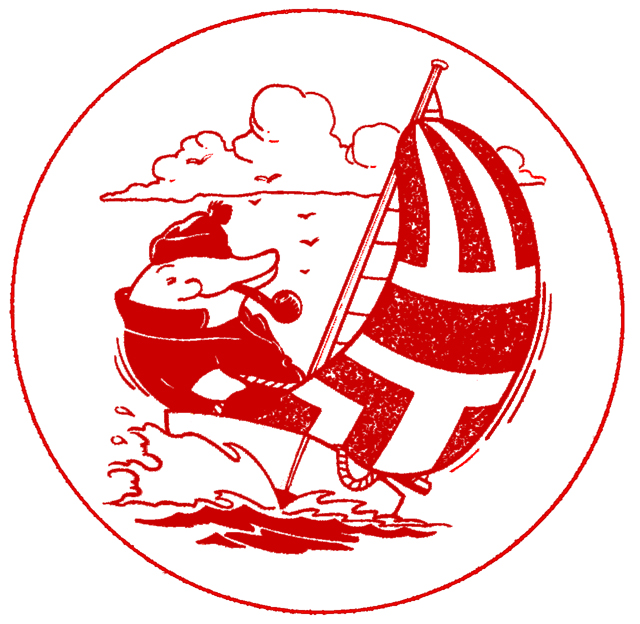
Dauphin sympa en 1984

- 1982 : Première course en Atlantique, portée par un concept novateur : le binôme. Un bateau entreprise sponsorise un second bateau école; les deux bateaux forment la même équipe nouant ainsi un véritable lien entre le monde professionnel et le monde étudiant.

### Les différentes éditions
| Édition | Année | Port 1                        | Port 2                       | Port 3                    | Port 4                 | Port 5                 | Commentaire | Podium                                                                                          |
| ------- | ----- | ----------------------------- | ---------------------------- | ------------------------- | ---------------------- | ---------------------- | --- | ----------------------------------------------------------------------------------------------- |
| 1ère    | 1982  | Les Sables d'Olonne           | L'Herbaudière                | La trinité sur mer        | La Forêt-Fouesnant     |                        | 1ère édition de la Spi Dauphine | 1 : HEC                                                                                         |
| 2       | 1983  | Les Sables d'Olonne           | La Rochelle                  | Pornic                    | La Baule               | La Trinité sur mer     | | 1 : Toccata II à l'IGN 2 : GAN E.C.P. à l'école Centrale de Paris 3: X Essonne à Polytechnique. |
| 3       | 1984  | Pornichet                     | Pornic                       | Les Sables d'Olonne       | Le Crouesty            | Le Palais              | |                                                                                                 |
| 4       | 1985  | Les Sables d'Olonne           | La Rochelle                  | Pornic                    | Le Crouesty            | Le Palais              | Dernière régate en Atlantique |                                                                                                 |
| 5       | 1986  |                               |                              |                           |                        |                        | 1ère régate en Méditerranée |                                                                                                 |
| 6       | 1987  |                               |                              |                           |                        |                        | |                                                                                                 |
| 7       | 1988  |                               |                              |                           |                        |                        | | 1 : Chimie Fine Marseille - Total                                                               |
| 8       | 1989  |                               |                              |                           |                        |                        | |                                                                                                 |
| 9       | 1990  | Bandol                        | Hyères                       | Le Lavandou               | Saint Tropez           |                        | |                                                                                                 |
| 10      | 1991  | Hyères                        | Calvi                        | St Florent                |                        |                        | Les 88 bateaux vont de Hyères à Calvi | 1 : ISIM Montpellier - Sollac                                                                   |
| 11      | 1992  | Bandol                        | Fréjus                       | Hyères                    |                        |                        | |                                                                                                 |
| 12      | 1993  | Port-Vendres                  | Barcelone                    | Port-Vendres              |                        |                        | | 1 : Institut Universitaire de Toulon et du Var - Force Consultant                               |
| 13      | 1994  |                               |                              |                           |                        |                        | |                                                                                                 |
| 14      | 1995  | Bandol                        | Le Lavandou                  | Saint-Tropez              |                        |                        | | 1 : ISIM Montpellier                                                                            |
| 15      | 1996  |                               |                              |                           |                        |                        | | 1 : ISIM Montpellier                                                                            |
| 16      | 1997  | Île des Embiez                |                              |                           |                        |                        | Création de la Journée Projets Professionnels | 1 : ISIM Montpellier                                                                            |
| 17      | 1998  | Mandelieu                     | Hyères                       | Bandol                    |                        |                        | |                                                                                                 |
| 18      | 1999  | Le Grau du Roi/ Port Camargue | Les Saintes-Maries-de-La-Mer | Saint-Cyprien             |                        |                        | |                                                                                                 |
| 19      | 2000  | Golfe Juan                    | St Tropez                    | Île des Embiez            |                        |                        | | 1 : ENSAM Aix-en-Provence (Arts et Métiers ParisTech)                                           |
| 20      | 2001  | Golfe Juan                    | Le Lavandou                  | Île des Embiez            |                        |                        | | 1 : ENSAM Aix-en-Provence (Arts et Métiers ParisTech)                                           |
| 21      | 2002  | Golfe Juan                    | St Tropez                    | Presqu'île de St Mandrier | Île des Embiez         |                        | |                                                                                                 |
| 22      | 2003  | Marseille Vieux Port          | Presqu'île de St Mandrier    | Île des Embiez            |                        |                        | | 1 : ISITV (SeaTech)                                                                             |
| 23      | 2004  | Presqu'île de St Mandrier     | Île de Porquerolles          | Île des Embiez            | Archipel du Frioul     |                        | - Parcours à thème : "Course des Îles" - Création du Sailing & Business pour un mariage entre vestes de quart et stages de pré-embauche.[réf. nécessaire] |                                                                                                 |
| 24      | 2005  | Île des Embiez                | Le Lavandou                  | Marseille Vieux Port      |                        |                        | | 1 : INSA Lyon - Total                                                                           |
| 25      | 2006  | Sète                          | Stes Maries de la Mer        | Marseille Vieux Port      |                        |                        | | 1 : Centrale Lyon - Arcelor                                                                     |
| 26      | 2007  | Saint Tropez                  | Ile de Porquerolles          | Toulon La Seyne sur Mer   |                        |                        | Parrain : Nicolas Hulot Nelson Monfort et Catherine Chabaud au comité d'honneur                                                                           | 1 : Club Voile Dauphine                                                                         |
| 27      | 2008  | Cogolin                       | Porquerolles                 | Marseille Iles du Frioul  | Port Camargue          |                        | | 1 : ISEN Toulon                                                                                 |
| 28      | 2009  | Marseille Iles du Frioul      | Porquerolles                 | Cogolin                   |                        |                        | | 1 : ISITV (SeaTech)                                                                             |
| 29      | 2010  | Port-Camargue                 | Marseille L'Estaque          | Le Lavandou               |                        |                        | | 1 : ISITV (SeaTech)                                                                             |
| 30      | 2011  | La Seyne sur Mer              | Le Lavandou                  | Les Marines de Cogolin    |                        |                        | | 1 : Euromed Management Toulon                                                                   |
| 31      | 2012  | Port Camargue                 |                              |                           |                        |                        | Mise en place d'un projet environnemental et culturel[réf. nécessaire].                                                                                   | 1 : ISITV (SeaTech)                                                                             |
| 32      | 2013  | Port Camargue                 | Port Leucate                 | Sète                      |                        |                        | Parrain : Jean Pierre Dick | 1 : ISITV (SeaTech)                                                                             |
| 33      | 2014  | Gruissan                      | Port Leucate                 |                           |                        |                        | Partenariat avec la Fédération Française d'Handisport ; parrain : Pascal Bidégorry                                                                        | 1 : Club Voile Dauphine                                                                         |
| 34      | 2015  | Six-fours-les-plages          | Le Frioul                    | La Seyne-sur-Mer          |                        |                        | Parrain : Sébastien Rogues | 1 : SeaTech (fusion ISITV et SUPMECA Toulon)                                                    |
| 35      | 2016  | Port Grimaud                  | Théoule-sur-Mer              |                           |                        |                        | Création du Challenge Multisports Course en Monotypie Inauguration du système de paiement 100% Cashless                                                   | 1 : SeaTech                                                                                     |
| 36      | 2017  | Cannes                        | Cogolin                      |                           |                        |                        | | 1 : École d'ingénieurs de Purpan                                                                |
| 37      | 2018  | Port Grimaud                  | Port-Fréjus                  |                           |                        |                        | Participation au Mille SNSM | 1 : SeaTech                                                                                     |
| 38      | 2019  | Port Saint-Louis du Rhone     | Marseille - Ile du Frioul    |                           |                        |                        | | 1 : SeaTech                                                                                     |
| 40      | 2022  | Port Leucate                  | Canet-en-Roussillon          |                           |                        |                        | Partenariat avec l'ONG Action contre la faim | 1: Défi Assas                                                                                   |
| 42      | 2023  | Port de Menton-Garavan        | Port de Menton-Garavan       | Port de Menton-Garavan    | Port de Menton-Garavan | Port de Menton-Garavan | Journée du handicap | 1: DJC Madrid                                                                                   |
| 43      | 2024  | Portbou, Espagne              | Portbou, Espagne             | Portbou, Espagne          | Portbou, Espagne       | Portbou, Espagne       | Journée de l'inclusion Marraine: Catherine Chabaud | 1: Défi Assas                                                                                   |
| 44      | 2025  | Port de Cogolin               | Port de Cogolin              | Port de Cogolin           | Port de Cogolin        | Port de Cogolin        | | 1 : NL Mariners 2 : London Sailing Team 3 : Leiden Sailing Team                                 |

### Évolutions
La Spi Dauphine met régulièrement en avant de nouveaux projets afin d'adopter une démarche écologique et solidaire.
La mise en place d’un tri systématique des déchets, l’utilisation d’éco cup et la sensibilisation des concurrents à la protection de l’environnement permettent peu à peu la réalisation de l’objectif « zéro impact sur l’environnement ».
Par ailleurs, l’association travaille avec la fédération française d’Handisport afin de permettre à des handicapés de profiter de la compétition.